# Eren Keskin
Eren Keskin (Bursa, 24 de abril de 1959) es una abogada y activista de derechos humanos en Turquía. Es vicepresidenta de la Asociación Turca de Derechos Humanos (İHD) y expresidenta de su sucursal de Estambul. Fue cofundadora del proyecto "Legal Aid For Women Who Were Raped Or Otherwise Sexually Abused by National Security Forces "(Ayuda legal para mujeres que fueron violadas o abusadas sexualmente por las fuerzas de seguridad nacional), para dar a conocer los abusos que sufren las mujeres en las cárceles turcas. Ha sido arrestada, encarcelada y objeto de numerosas demandas en relación con sus actividades proderechos humanos.

## Biografía
Keskin nació en 1959 de un padre kurdo de Sivas y de una madre de Estambul, estudia derecho y milita por los derechos humanos. En 1994, fue objeto de un intento de asesinato mientras trabajaba como jurista en la sección local de Estambul de la Asociación de Derechos Humanos (HRA).
En 1995 fue encarcelada por sus actividades y fue reconocida como presa de conciencia por Amnistía Internacional. En 2001 recibió el título de jurista europeo del año en Hamburgo. También es víctima de un nuevo intento de asesinato, 
En 2002 fue acusada por la Seguridad del Estado de Turquía de "ayudar e incitar" al PKK debido a su defensa de que los kurdos usen su lengua materna en Turquía. En marzo de 2006, un tribunal turco la condenó a diez meses de prisión por insultar al ejército del país. Posteriormente, la sentencia se convirtió en una multa de 6000 nuevas liras turcas, que Keskin se negó a pagar. De 2013 a 2016, Keskin fue la editora jefa del periódico Özgür Gündem y ha sido condenada a un total de 7 años y 6 meses juntos. En 2011, participó en la organización de un mitin frente al Museo de Artes Turcas e Islámicas de Estambul, que sirvió como prisión central en 1915. Pidió en esta ocasión que la República Turca reconozca el genocidio armenio de 1915. En marzo de 2018 fue condenada a 5 años y 3 meses de prisión por insultar al presidente y otros 2 años y 3 meses por "degradar Turquía, la República, las instituciones y los órganos del Estado" según el artículo 301 del Código Penal turco.

## Premios
En 2004 recibió el Premio de la paz de Aachen "por sus valientes esfuerzos y actividades en favor de los derechos humanos". En 2005 recibió el premio Theodor Haecker de Esslingen por valor cívico e integridad política. En 2018 recibió el Premio de la Sociedad Civil de Helsinki del Comité de Helsinki de los Países Bajos por su trabajo con los Principios de Helsinki. En 2019, Keskin fue finalista de los Premios Martin Ennals, por su lucha excepcional e incansable por las libertades y los derechos fundamentales en Turquía. Debido a su prohibición de viajar, no pudo asistir a la ceremonia de entrega de los premios el 13 de febrero de 2019.